# 二河成男
二河 成男（にこう なるお、1969年-）は、日本の分子進化学学者。理学博士、放送大学教授、専門分野は生物情報学、分子進化学、ゲノム生物学、遺伝学。研究テーマは、分子系統学、遺伝子水平転移、共生細菌ゲノム、タンパク質の進化

## 経歴
- 1969年 - 奈良県生まれ
- 1994年 - 1997年 日本学術振興会 特別研究員(DC1)
- 1997年 - 京都大学大学院理学研究科生物物理学専攻博士課程修了
- 1997年 - 2001年 特殊法人生物系特定産業技術研究推進機構 派遣研究員
- 2001年 - 2003年 米国 North Carolina State University 遺伝学部 博士研究員
- 2003年 - 2007年 放送大学教養学部助教授
- 2007年 - 2013年 放送大学教養学部准教授
- 2013年 4月 - 放送大学教養学部教授

## 競争的資金等の研究課題
- 2006年 - 2008年 宿主昆虫ゲノムに存在する共生微生物由来の転移ゲノム断片の機能の解明、科学研究費補助金[5]

## 著書
- 『生命分子と細胞の科学』放送大学、2013年

## 共編著
- 『生物界の変遷 新しい進化生物学入門』松本忠夫,西田治文二河成男共著、放送大学、2006年
- 『生命環境科学2 環境と生物進化 改訂版』石川統,二河成男共著 放送大学大学院、2006年
- 『初歩からの生物学』星元紀,二河成男共著、放送大学、2008年
- 『生命環境科学2 環境と生物進化 新版』星元紀,二河成男共著 放送大学大学院、2008年
- 『分子生物学 3訂版』星元紀,二河成男共著 放送大学、2009年
- 『生物界の変遷 進化生物学入門』松本忠夫,二河成男共著、放送大学、2011年
- 『初歩からの生物学』松本忠夫,二河成男共著、放送大学、2014年
- 『現代生物科学―生物多様性の理解』松本忠夫,二河成男共著、放送大学大学院、2014年
- 『動物の科学』二河成男,東正剛共著、放送大学、2015年
- 『感覚と応答の生物学』二河成男編著、放送大学、2023年
- 『新訂 色を探究する』佐藤仁美 (臨床心理学者)共編著（放送大学教育振興会、2023年）